# Мессьє 12
Мессьє 12 (також відоме як M12 та NGC 6218) є кулястим зоряним скупченням в сузір'ї Змієносця.

## Історія відкриття
Було відкрито Шарлем Мессьє 30 травня 1764.

## Цікаві характеристики
Віддалене на 3 ° від М10, М12 знаходиться на відстані 16 000 світлових років від Землі і становить в діаметрі 75 світлових років. Найяскравіші зірки М12 мають видиму зоряну величину 12  m . Для кулястого скупчення концентрація зірок М12 невисока, тому деякий час М12 вважалося щільним розсіяним скупченням. У ньому було відкрито 13 змінних зірок.

## Спостереження

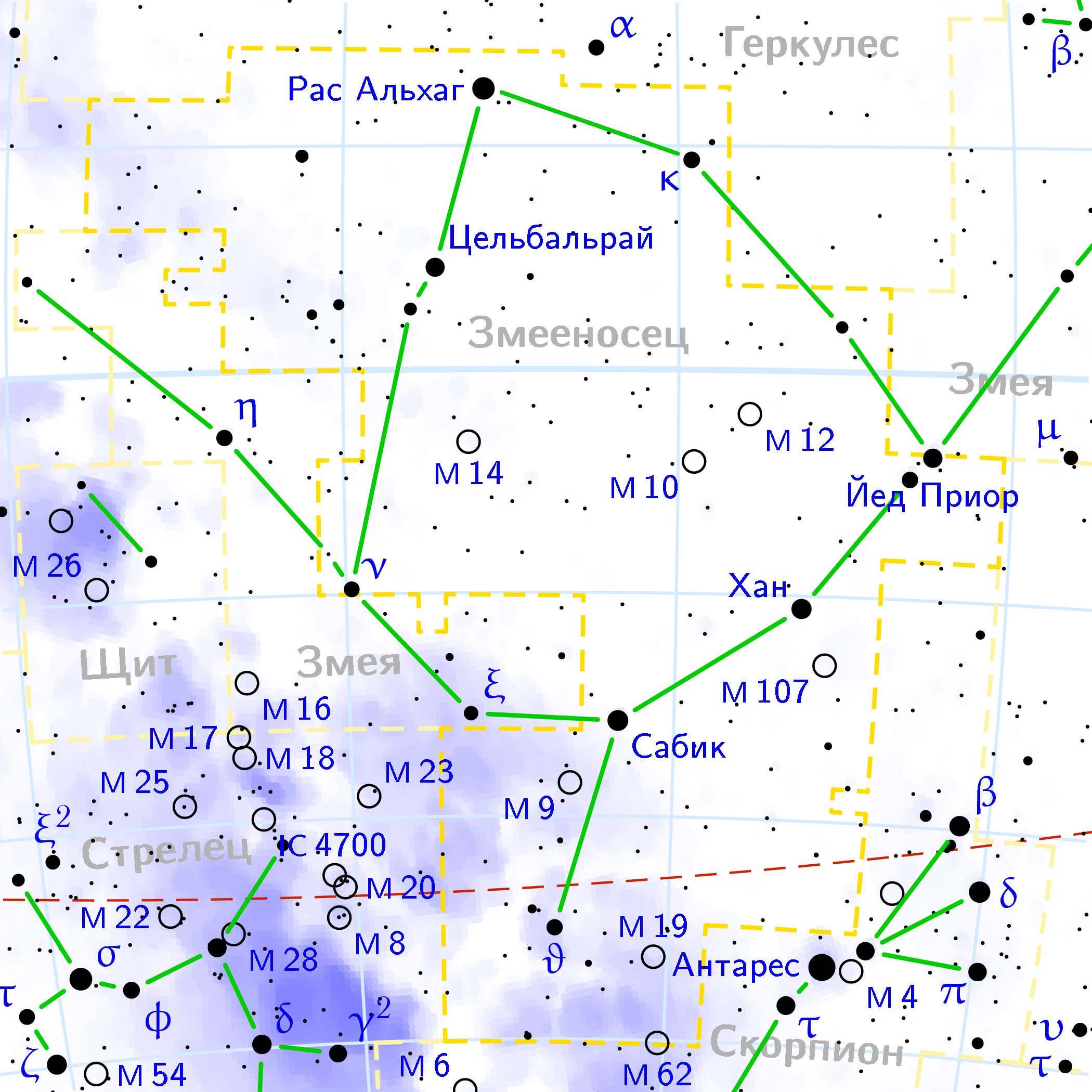
М12 в сузір'ї Змієносця

Це скупчення лежить на захід від центру літнього сузір'я Змієносця. За допомогою бінокля його легко знайти орієнтуючись по карті. Але для детального спостереження та порівняння з сусіднім кулястим скупченням M10 краще використовувати телескоп з апертурою від 150 мм. М12 більш «пухке» скупчення і схоже на розсіяне. Скупчення оточене досить яскравими зірками фону.

### Сусіди по небу з каталогу Мессьє
- M10 — найближчий сусід — кулясте скупчення в 7 градусах на південно-схід:
- M107 — (на південь) менш концентроване кулясте скупчення;
- M14 — (на схід) удвічі більш далеке і відповідно менш яскраве кулясте скупчення;
- M5 — (далеко на захід, у Змії) одне з найяскравіших кулястих скупчень північного неба

### Послідовність спостереження в «Марафоні Мессьє»
… М5 → М57 →М12 → М10 → М107 …

## Галерея

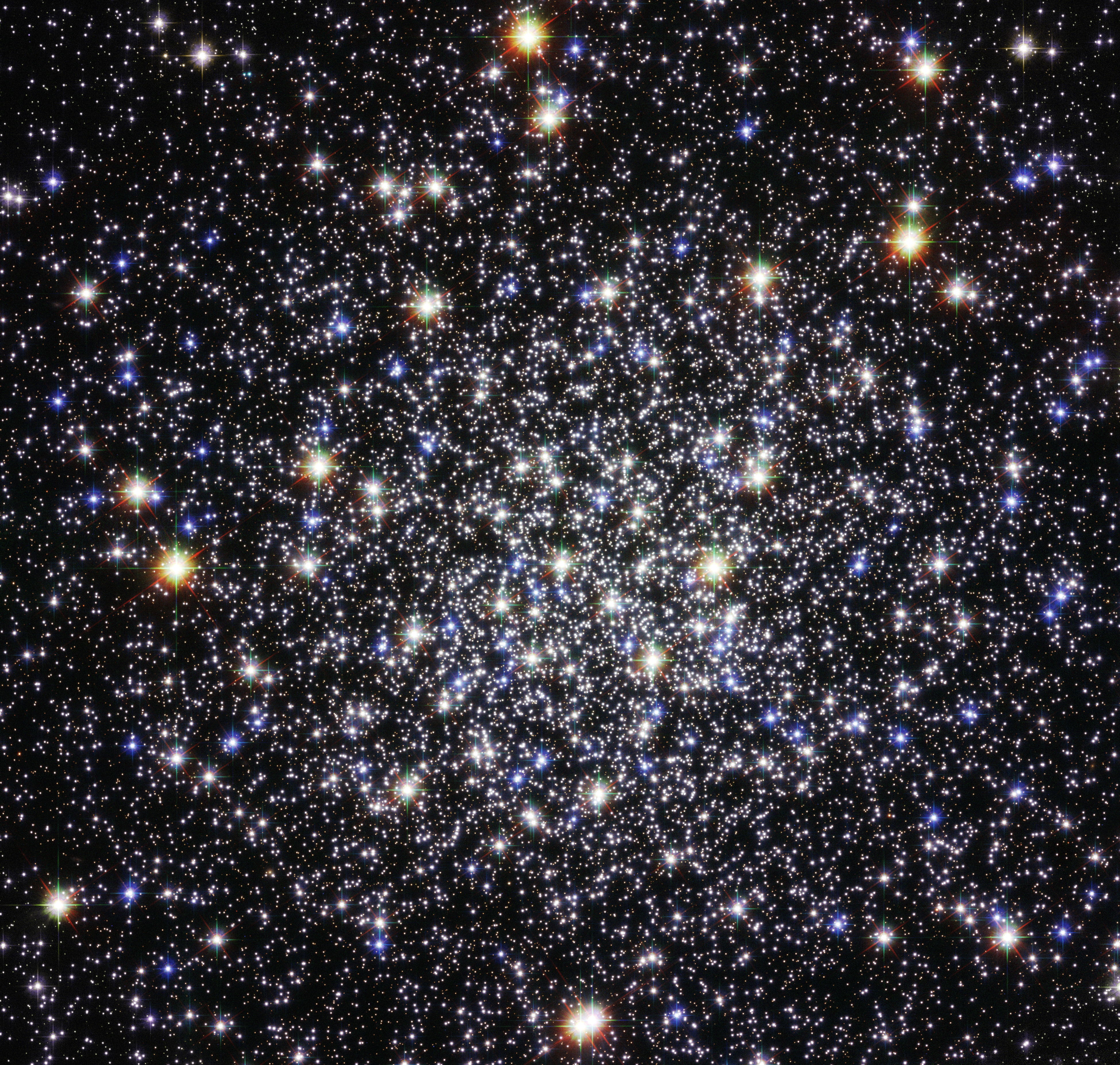
M12 core by HST, 3.18′ view
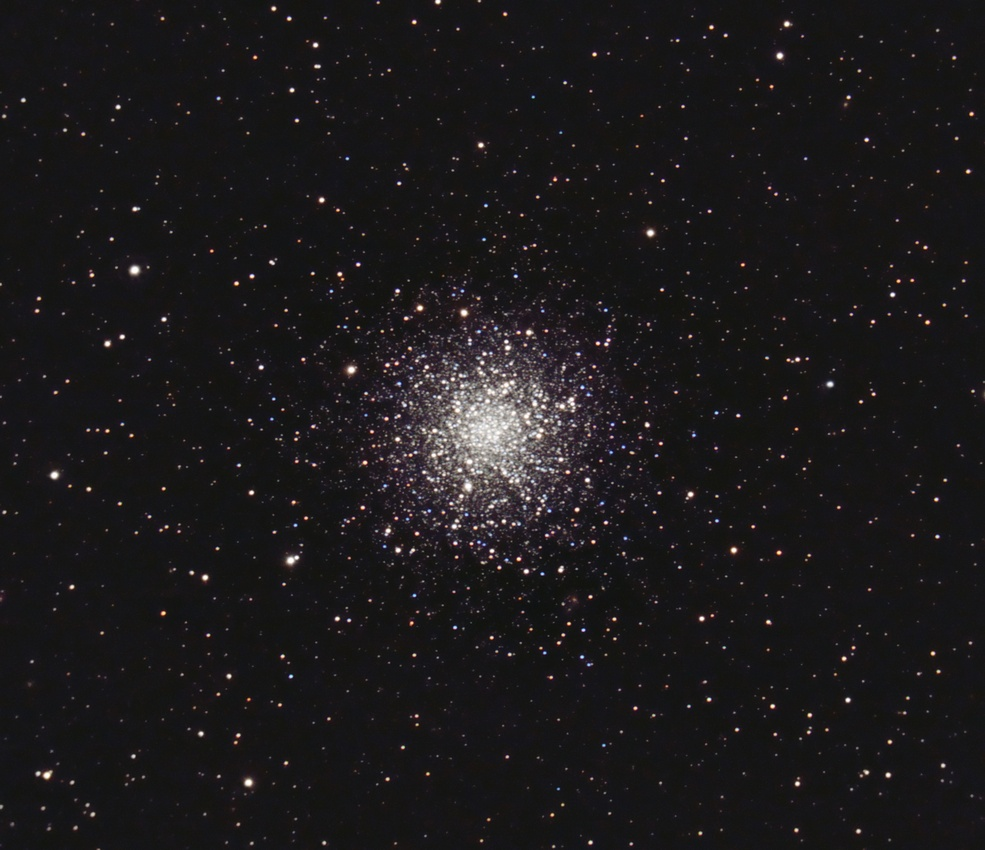
M12 у звичайний телескоп
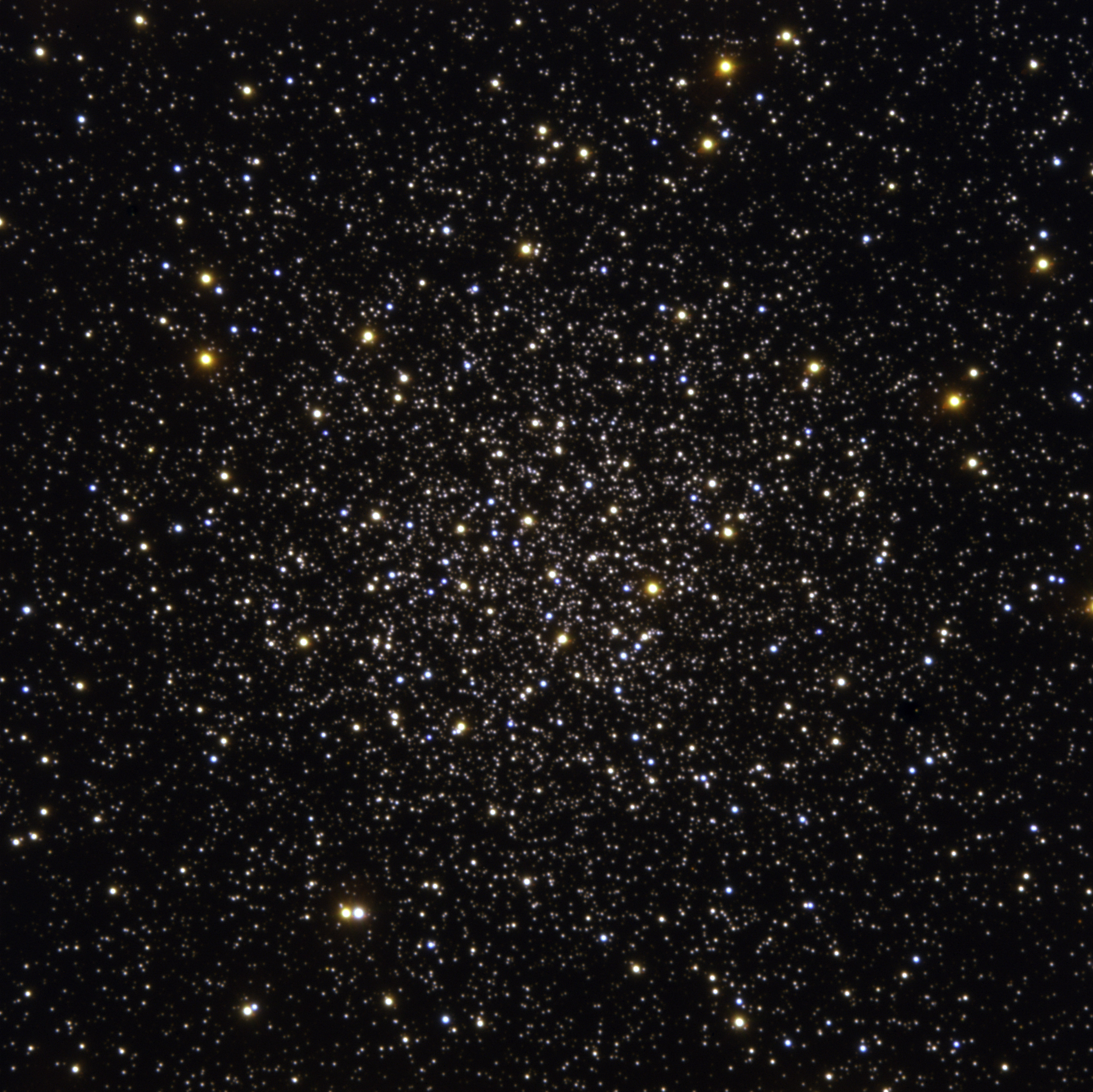
Центральна частина М12. Фото: ESO

## Навігатори
Координати:  16г 47м 14.52с, −01° 56′ 52.1″